# Library Genesis
Library Genesis (také známé jako libgen) je internetová knihovna poskytující knihy, akademické články, komiksy, audioknihy, časopisy a další obsah, který by byl jinak přístupný jen placeně, nebo vůbec ne.
Stránka umožňuje uživatelům přidávat obsah. Většina z nich ale pochází z hromadného importování větších kolekcí.

## Historie a zdroje obsahu
Projekt vznikl kolem roku 2008. Zpočátku se soustředil na ruskou vědeckou literaturu. Postupně do ni byly importovány předcházející ruské internetové "stínové knihovny", jako např. Kolk-hoz. Roku 2011 už je absorboval víceméně všechny a obsahoval kolem 300 000 položek. Během 2011 a 2012 probíhalo intenzivní vzájemné importování obsahu mezi libgen a podobným projektem library.nu (neboli Gigapedia). Ten byl 2012 donucen ukončit svůj provoz a Library Genesis se stalo jejím přirozeným nástupcem.
Třetí vlna růstu proběhla kolem roku 2013, pravděpodobně importem z webů nakladatelství.
Library Genesis obsahuje také vlastní knihovnu akademických článků které by byly jinak za paywallem která je nezávislá na Sci-Hub. Sci-Hub v letech 2013 až 2014 fungoval tak, že nejprve zjistil, zda je už článek v této databázi na libgenu, a pokud ano, uživatele na něj přesměroval; v opačném případě umožnil uživateli ho stáhnout ze stránek nakladatele. Toto chování ustalo v roce 2014, od kterého už Sci-Hub provozuje vlastní repositář.
Sci-Hub a libgen jsou oddělené projekty s podobným cílem ale různým provozovatelem a i různým přístupem k publicitě. Zatímco Alexandra Elbakjanová, zakladatelka Sci-Hub je otevřena publicitě a komunikaci s novináři. Provozovatelé Library Genesis preferují zůstat v anonymitě a vyhýbají se pozornosti veřejnosti.
V roce 2015 byla Library Genesis obviněna vydavatelstvím Elsevier z porušování autorských práv. Soud v New Yorku pak pozastavil používání domény libgen.org, ale projekt se přesunul na nové domény.
Pro interní rozepře vytvořil původní autor libgenu (s pseudonymem bookwarrior) v roce 2020 novou verzi na adrese libgen.fun. Obsah nové a staré verze se postupně rozchází.
V roce 2020 projekt spustil peer-to-peer digitální knihovnu obsahu z Sci-Hub a Library Genesis pomocí IPFS pod názvem freeread.org. 

## Blokování
Libgen je blokován řadou poskytovatelů internetových služeb ve Spojeném království, Francii, Německu, Řecku, Itálii, Belgii a Rusku. Blokování se ale často míjí s účinkem.

## Další literatura
- KARAGANIS, Joe. Shadow Libraries: Access to Knowledge in Global Higher Education. [s.l.]: MIT Press, 2018. 320 s. Dostupné online. ISBN 9780262535014.
- CABANAC, Guillaume. Bibliogifts in LibGen? A study of a text-sharing platformdriven by biblioleaks and crowdsourcing. Journal of the Association for InformationScience and Technology. 2014, s. 874–884. Dostupné online. doi:10.1002/asi.23445.